# TCDD DE11000 sorozat
A TCDD DE11000 sorozat  egy török Bo'Bo' tengelyelrendezésű dízel-villamos mozdony sorozat. A TCDD üzemelteti. Az első húsz mozdonyt a német Krauss-Maffei gyártotta 1985-ben, a többi hetvenet licenc alapján a Tülomsaş 1986 és 1990 között. A gépek két alsorozatba tartoznak: az első 15 DC motorokkal, a maradék 70 pedig AC motorokkal rendelkezik.